# Узморье
Узморье — село в Терновском муниципальном образовании в составе Энгельсского муниципального района Саратовской области.
В Узморье находится старейшая на территории Энгельсского муниципального района Узморская участковая больница (в составе муниципального учреждения здравоохранения «Энгельсская районная больница»), построенная в конце XIX века.
8 (20) мая 1898 года в селе Узморье (ныне Энгельсский район Саратовской области) родился Николай Капитонович Свобо́дин (настоящая фамилия — Печкин), народный артист РСФСР.

## История
Село относилось к Новоузенскому уезду Самарской губернии. Согласно Списку населённых мест Самарской губернии 1910 года село населяли бывшие государственные крестьяне, малороссы, православные, всего 2205 мужчин и 2270 женщин. В селе имелись церковь, 2 земских и 2 церковно-приходская школы, фельдшерский пункт, кирпичный завод, паровая, водяная и 12 ветряных мельниц, волостное правление, по средам проводились базары
После образования АССР немцев Поволжья — в составе Покровского кантона (до 1934 года), с 1937 года — в составе Терновского кантона (с 1934 по 1937 год территория была подчинена Энгельсскому горсовету). 28 августа 1941 года был издан Указ Президиума ВС СССР о переселении немцев, проживающих в районах Поволжья. Немецкое население АССР немцев Поволжья было депортировано.
После ликвидации АССР немцев Поволжья Узморье, как и другие населённые пункты Терновского кантона, было передано Саратовской области.
12 апреля 1961 года в 4 км от села Узморье на поле колхоза «Ленинский путь» близ села Смеловки на парашюте приземлился первый космонавт Земли Ю. А. Гагарин, покинувший спускаемый аппарат космического корабля «Восток-1» на высоте 7 км.
Ю. А. Гагарин ещё раз побывал в Узморье 6 января 1965 года.

## Население
| Годы      | 1859 | 1889 | 1897 | 1910 | 1926 |
| --------- | ---- | ---- | ---- | ---- | ---- |
| Население | 2201 | 3439 | 3290 | 4475 | 4020 |

| 2002 | 2010  |
| ---- | ----- |
| 1526 | ↗1629 |